# 東京包装高等専門校
東京包装高等専門校（とうきょうほうそうこうとうせんもんこう）は、東京包装材料商業協同組合が運営する認定職業訓練による職業能力開発校。

## 概要
東京包装材料商業協同組合は1974年から包装に関する学校として「包装学校」を設立し、1989年に東京都の認可を得て東京包装高等専門校となった。
包装材料メーカーや組合員が講師として包装概論をはじめ包装資材 （段ボール、テープ、加工紙、ラベル等）や包装機械等の専門知識について23教程48時間の研修を行っている。
研修修了者には試験を行い、修了者には東包材包装コンサルタント認定証なる認定証を授与している。
2017年には、第23期生10名が卒業している。
日本食品包装協会の会員でもある。